# Схема передачи зашифрованных изображений (n, n+1)
Схема передачи зашифрованных изображений (n, n+1) (англ.  (n, n+1) Multi secret image sharing (MSIS) Scheme) - Схема визуальной криптографии, которая позволяет отправить {\displaystyle n} изображений в виде {\displaystyle n+1} зашифрованных изображений, визуально представляющих шум. Для восстановления {\displaystyle n} зашифрованных изображений, необходимым условием является наличие всех {\displaystyle n+1} шумных изображений. Данная схема передачи имеет высокую степень защиты за счет принципа разделения секрета и стойкости к изменению шумных изображений в неполном количестве, которое не раскроет никакой частичной информации о зашифрованных изображениях.

## Введение
Одной из множества техник передачи зашифрованного изображения является криптография, которая осуществляет шифрование/восстановление текстовых данных при помощи ключа, который необходимо предоставить принимающей стороне, что не есть безопасно. Другой техникой является цифровой водяной знак, который используется в стеганографии при обмене сообщениями внедренными в цифровой сигнал. Но из-за внедрения в исходный сигнал, принимающая сторона может столкнуться с невозможностью восстановления исходного сообщения в неизменном виде.   
Для решения вышеперечисленных проблем была создана подобласть криптографии — визуальная криптография. Своими истоками визуальная криптография обязана Ади Шамиру, который впервые предложил передавать изображение в виде нескольких искаженных (визуально шумных), что не позволяло увидеть детали исходного изображения, но при совмещении всех переданных компонент - восстановление проходит без значимых искажений. По мере развития технологий появилась потребность одновременно отправлять более чем одно секретное изображение - для достижения этой цели и были разработаны схемы {\displaystyle (n,n)} и {\displaystyle (n,n+1)}. Подобные схемы широко применяются в областях, где обмен секретными данными происходит по незащищенным каналам, что актуально в условиях нелегальной разведки.

## Алгоритм метода (n, n+1)
Уникальность нижеописанного метода заключается в том, что вместо привычной для имплементации подобных алгоритмов операции XOR - используется модульная арифметика. Ее главное преимущество - отсутствие куда более времязатратной операции XOR, которая требует выполнения побитовых операций и может раскрыть частичную информацию об исходном изображении, имея даже менее чем {\displaystyle n} шумных изображений.
Обозначим два числа противоположными, если {\displaystyle a+b=0(mod} {\displaystyle n)}. Для черно-белых или цветных изображений, RGB значение пикселя примем за скалярную величину в диапазоне [0,255]. Каждое число из данного диапазона имеет противоположное, со значением модуля 256.

#### Алгоритм шифрования
- Входные данные: n секретных изображения {\displaystyle {SI_{1},SI_{2}...SI_{n}}} размера h × w.
- Выходные данные: n+1 шумное изображение {\displaystyle {NI_{1},NI_{2}...NI_{n},NI_{n+1}}}.
- 1. Генерируется n временных переменных {\displaystyle {C_{1},C_{2}...C_{n}}}.

Данные переменные генерируются путем применения операции деления к изображениям {\displaystyle SI_{i},i=1,2,...n} с делителем {\displaystyle n+1} . Далее, чтобы округлить полученные значения с плавающей точкой к наиболее близким целочисленным значениям, используется функция округления {\displaystyle round}    (примерами функций округления могут служить ceil, floor). Операция деления необходима для того, чтобы скалярное значения каждого пикселя не могло превысить 255 при умножении на константу {\displaystyle a} ∈ {\displaystyle N}.
```
  

  

    

      

        

          
C

          

            
i

          

        

        
=

        
r

        
o

        
u

        
n

        
d

        
(

        
(

        
S

        

          
I

          

            
i

          

        

        

          
/

        

        
(

        
n

        
+

        
1

        
)

        
)

        
)

      

    

    
{\displaystyle C_{i}=round((SI_{i}/(n+1)))}

  

, где 

  

    

      

        

          
i

          
=

          
1

          
,

          
2

          
,

          
.

          
.

          
.

          
n

        

      

    

    
{\displaystyle {i=1,2,...n}}

  

```

- 2. Генерируется случайная матрица {\displaystyle R} размера h x w.

```
  

  

    

      

        
R

        
=

        
R

        
a

        
n

        
d

        
o

        
m

        
(

        
h

        
,

        
w

        
)

      

    

    
{\displaystyle R=Random(h,w)}

  

```

- 3. На удаленном сервере генерируется ключ {\displaystyle SK} путем применения операции сложения по модулю к временным переменным {\displaystyle C_{i},i=1,2,...n}.

```
  

  

    

      

        
S

        
K

        
=

        
(

        

          
C

          

            
1

          

        

        
)

        
m

        
o

        
d

        
256

      

    

    
{\displaystyle SK=(C_{1})mod256}

  

  

  

    

      

        
S

        
K

        
=

        
(

        

          
C

          

            
i

          

        

        
+

        
S

        
K

        
)

        
m

        
o

        
d

        
256

      

    

    
{\displaystyle SK=(C_{i}+SK)mod256}

  

, где 

  

    

      

        

          
i

          
=

          
2

          
,

          
3

          
,

          
.

          
.

          
.

          
n

        

      

    

    
{\displaystyle {i=2,3,...n}}

  

```

- 4. Генерируется n+1 шумное изображение {\displaystyle {NI_{1},NI_{2},...NI_{n},NI_{n+1}}}

Первые {\displaystyle n} изображений генерируются применением операции сложения по модулю к временным переменным {\displaystyle C_{i}}, серверному ключу {\displaystyle SK} и случайной матрице {\displaystyle R}.
Последнее изображение {\displaystyle NI_{n+1}} генерируется применением операции сложения по модулю только к серверному ключу SK и случайной матрице R, умноженными на {\displaystyle n+1}.
```
  

  

    

      

        
N

        

          
I

          

            
i

          

        

        
=

        
(

        

          
C

          

            
i

          

        

        
+

        
S

        
K

        
+

        
R

        
)

        
m

        
o

        
d

        
256

      

    

    
{\displaystyle NI_{i}=(C_{i}+SK+R)mod256}

  

, где 

  

    

      

        

          
i

          
=

          
1

          
,

          
2

          
,

          
.

          
.

          
.

          
n

        

      

    

    
{\displaystyle {i=1,2,...n}}

  

  

  

    

      

        
N

        

          
I

          

            
n

            
+

            
1

          

        

        
=

        
(

        
(

        
n

        
+

        
1

        
)

        
∗

        
(

        
S

        
K

        
+

        
R

        
)

        
)

        
m

        
o

        
d

        
256

      

    

    
{\displaystyle NI_{n+1}=((n+1)*(SK+R))mod256}

  

```

{\displaystyle (n+1)}-е шумное изображения необходимо для отыскания случайной матрицы {\displaystyle R} на принимающей стороне.

#### Алгоритм восстановления зашифрованных изображений
Процедура восстановления разительно отличается от алгоритма шифрования и обеспечивает дополнительную безопасность. Даже при получении злоумышленником доступа к алгоритму шифрования, он не сможет получить секретную информацию из шумных изображений. В процессе восстановления мы извлекаем n секретных изображений из n + 1 шумных изображений.
- Входные данные: n+1 шумных изображений {\displaystyle {N_{1},N_{2}...N_{n}}}.
- Выходные данные: n восстановленных изображений {\displaystyle {RI_{1},RI_{2},...RI_{n}}}.
- 1. На стороне клиента генерируется ключ {\displaystyle CK} как обратное к первым {\displaystyle n} изображениям.

```
  

  

    

      

        
C

        
K

        
=

        
(

        

          
N

          

            
1

          

        

        
)

        
m

        
o

        
d

        
256

      

    

    
{\displaystyle CK=(N_{1})mod256}

  

  

  

    

      

        
C

        
K

        
=

        
(

        
C

        
K

        
+

        

          
N

          

            
i

          

        

        
)

        
m

        
o

        
d

        
256

        
,

      

    

    
{\displaystyle CK=(CK+N_{i})mod256,}

  

 где 

  

    

      

        

          
i

          
=

          
2

          
,

          
3...

          
n

        

      

    

    
{\displaystyle {i=2,3...n}}

  

```

- 2. Далее генерируются временные шумные изображения {\displaystyle P_{i},i=1,2,...n,} путем перемножения входных изображений на {\displaystyle (n+1)} (количество полученных зашифрованных изображений).

```
  

  

    

      

        

          
P

          

            
i

          

        

        
=

        
(

        
(

        
n

        
+

        
1

        
)

        
∗

        

          
N

          

            
i

          

        

        
)

        
m

        
o

        
d

        
256

        
,

      

    

    
{\displaystyle P_{i}=((n+1)*N_{i})mod256,}

  

 где 

  

    

      

        

          
i

          
=

          
1

          
,

          
2

          
,

          
.

          
.

          
.

          
n

        

      

    

    
{\displaystyle {i=1,2,...n}}

  

```

- 3. Генерируется матрица {\displaystyle R}, которая была сгенерирована на сервере при шифровании для обеспечения случайности в шаблоне изображений с шумом.

Для этого используется клиентский ключ {\displaystyle CK} и последнее изображение {\displaystyle NI_{n+1}}.
```
  

  

    

      

        
R

        
=

        
(

        

          
N

          

            
n

            
+

            
1

          

        

        
−

        
C

        
K

        
)

        
m

        
o

        
d

        
256

      

    

    
{\displaystyle R=(N_{n+1}-CK)mod256}

  

```

- 4. Наконец, генерируются восстановленные изображения {\displaystyle {RI_{i},i=1,2,...n}}, используя модуль разности временного изображения {\displaystyle P_{i},i=1,2,...n} и суммы {\displaystyle CK+R}.

```
  

  

    

      

        
R

        

          
I

          

            
i

          

        

        
=

        
(

        

          
P

          

            
i

          

        

        
−

        
(

        
C

        
K

        
+

        
R

        
)

        
)

        
m

        
o

        
d

        
256

      

    

    
{\displaystyle RI_{i}=(P_{i}-(CK+R))mod256}

  

```

## Пример использования алгоритма

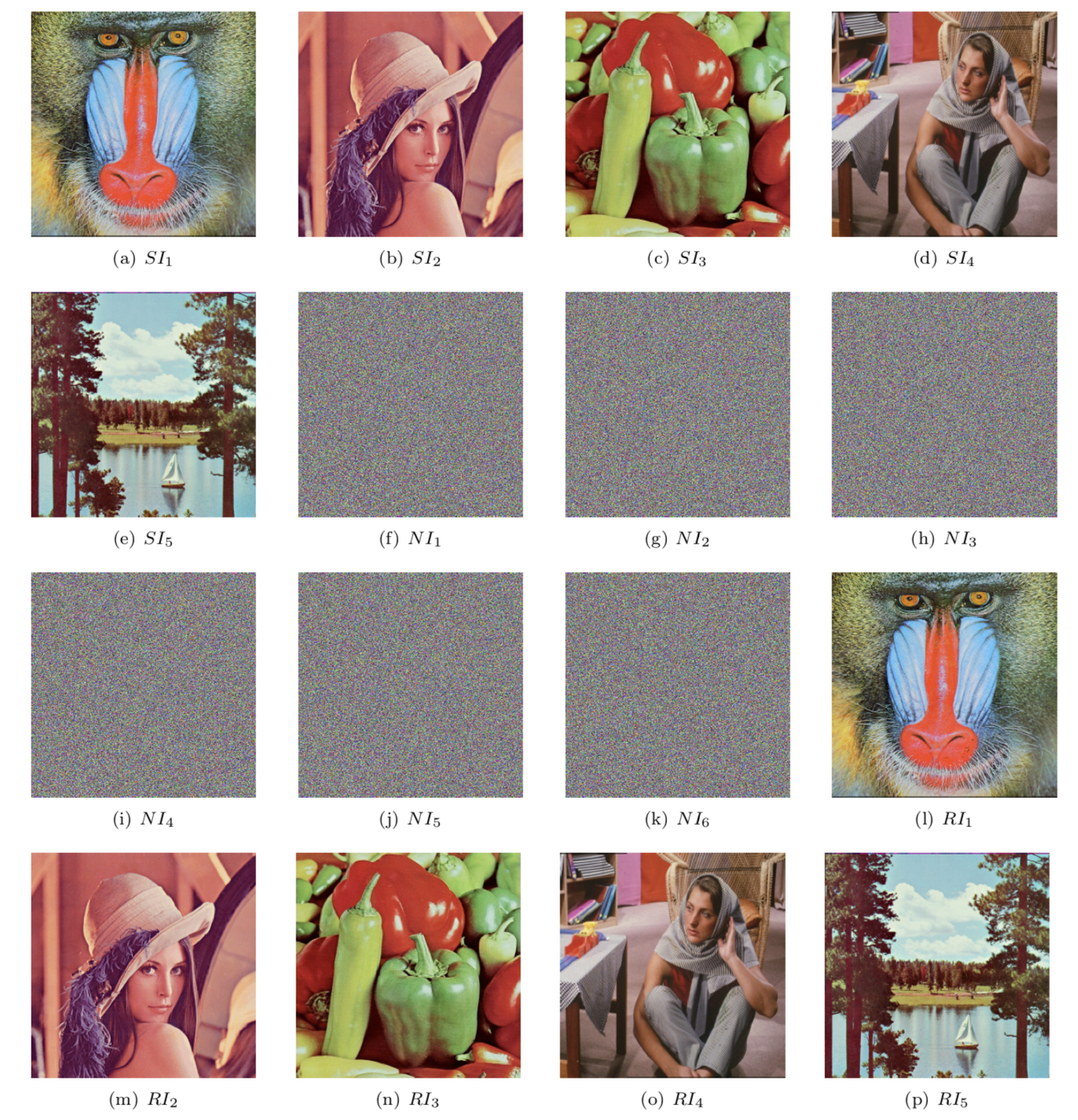
Рисунок 1. Пример результата работы алгоритма

На рисунке 1 можно наблюдать экспериментальную выборку из {\displaystyle 5} исходных изображений {\displaystyle SI_{1},SI_{2},SI_{3},SI_{4},SI_{5}} размера {\displaystyle 512}х{\displaystyle 512} пикселей, которые при помощи описанного алгоритма были преобразованы в 6 шумных изображений {\displaystyle NI_{1},NI_{2},NI_{3},NI_{4},NI_{5},NI_{6}}. Результатом восстановления исходных изображений являются изображения {\displaystyle RI_{1},RI_{2},RI_{3},RI_{4},RI_{5}} соответственно. Можно убедиться, что для человеческого глаза отсутствует визуальная разница между исходными данными и результатом.

## Оценка соответствия восстановленных изображений
Для оценки соответствия восстановленных и исходных изображений удобно пользоваться: коэффициентом корреляции, среднеквадратичной ошибкой и пиковым отношением сигнала к шуму.

#### Коэффициент корреляции
Коэффициент корреляции {\displaystyle r} принимает значения от {\displaystyle -1} до {\displaystyle +1}. Значение {\displaystyle +1} означает, что два сравниваемых изображение идентичны, значение {\displaystyle -1} - изображения противоположны, а {\displaystyle r=0} означает, что изображения не коррелируют. В конкретном случае коэффициент корреляции задается формулой: 
```
  

  

    

      

        
r

        
=

        
(

        
n

        
∗

        
∑

        

          
p

          
q

        

        
−

        
∑

        

          
p

        

        
∑

        

          
q

        

        
)

        

          
/

        

        
(

        

          

            
(

            
n

            
∗

            
∑

            

              

                
p

                

                  
2

                

              

            

            
−

            
(

            
∑

            

              
p

            

            

              
)

              

                
2

              

            

            
)

            
∗

            
(

            
n

            
∗

            
∑

            
(

            

              
q

              

                
2

              

            

            
)

            
−

            
(

            
∑

            
(

            
q

            
)

            

              
)

              

                
2

              

            

          

        

        
)

      

    

    
{\displaystyle r=(n*\sum {pq}-\sum {p}\sum {q})/({\sqrt {(n*\sum {p^{2}}-(\sum {p})^{2})*(n*\sum (q^{2})-(\sum (q))^{2}}})}

  

```

{\displaystyle n} - количество парных значений пикселя исходного {\displaystyle p} и пикселя восстановленного {\displaystyle q} изображения.

#### Среднеквадратичная ошибка
Среднеквадратичная ошибка {\displaystyle \sigma } дает тем большие значения, чем меньше сходство сравниваемых изображений.В конкретном случае задается формулой:
```
   

  

    

      

        
σ

        
=

        

          

            
(

            
1

            

              
/

            

            
(

            
M

            
∗

            
N

            
)

            
)

            

              
∑

              

                

                  
x

                

                
=

                
1

              

              

                
M

              

            

            

              
∑

              

                

                  
y

                

                
=

                
1

              

              

                
N

              

            

            
(

            
S

            

              
I

              

                
x

                
,

                
y

              

            

            
−

            
R

            

              
I

              

                
x

                
,

                
y

              

            

            

              
)

              

                
2

              

            

          

        

      

    

    
{\displaystyle \sigma ={\sqrt {(1/(M*N))\sum _{\mathop {x} =1}^{M}\sum _{\mathop {y} =1}^{N}(SI_{x,y}-RI_{x,y})^{2}}}}

  

```

где {\displaystyle M} и {\displaystyle N} - размеры изображения. {\displaystyle SI_{x,y}} - пиксельное значение секретного изображения в точке {\displaystyle {(x,y)}}. {\displaystyle RI_{x,y}} - пиксельное значение восстановленного изображения в точке {\displaystyle {(x,y)}}

#### Пиковое отношение сигнала к шуму
Пиковое отношение сигнала к шуму {\displaystyle PSNR} тем выше, чем лучше совпадают исходное и восстановленное изображение. В конкретном случае задается формулой:
```

  

    

      

        
P

        
S

        
N

        
R

        
(

        
d

        
b

        
)

        
=

        
20

        
∗

        
l

        
o

        

          
g

          

            
10

          

        

        
255

        

          
/

        

        
σ

      

    

    
{\displaystyle PSNR(db)=20*log_{10}255/\sigma }

  

```

Данная схема позволяет расшифровать полученные изображения с ошибкой {\displaystyle \sigma }≈3, что не уступает схемам на основе булевых операций AND (конъюнкция), OR (дизъюнкция), XOR (исключающее или). Пример точной оценки соответствия тестовых изображений можно наблюдать в таблице 1.
| Изображения                   | Корреляция | Среднеквадратичная ошибка | Пиковое отношение сигнала к шуму |
| ----------------------------- | ---------- | ------------------------- | -------------------------------- |
| {\displaystyle SI_{1},RI_{1}} | 0.9992     | 3.0288                    | 38.54 dB                         |
| {\displaystyle SI_{2},RI_{2}} | 0.9994     | 3.1793                    | 38.12 dB                         |
| {\displaystyle SI_{3},RI_{3}} | 0.9995     | 3.0270                    | 38.54 dB                         |
| {\displaystyle SI_{4},RI_{4}} | 0.9993     | 3.0306                    | 38.53 dB                         |
| {\displaystyle SI_{5},RI_{5}} | 0.9997     | 3.0293                    | 38.54 dB                         |
| {\displaystyle SI_{6},RI_{6}} | 0.9997     | 3.0293                    | 38.54 dB                         |

## Безопасность схемы (n, n+1)

#### Криптостойкость
Ключевая проблема многих схем визуальной криптографии передачи зашифрованных изображений в том, что они раскрывают частичную информацию из менее чем {\displaystyle n+1} шумных изображений из-за несовершенства методов шифрования на основе операции XOR, что ставит под угрозу безопасность. Примером схемы, допускающей подобную утечку может служить []. Вышеописанный алгоритм с использованием модульной арифметики лишен подобной уязвимости из-за использования случайно-сгенерированной матрицы {\displaystyle R}, вносящей случайный характер в зашифрованные изображения, хотя оставляет возможность взлома при наличии у злоумышленника полного набора зашифрованных изображений.

#### Метод подбора грубой силой
При условии наличия у злоумышленника алгоритма шифрования и всех переданных изображений - последним этапом защиты является порядок переданных изображений.
Корректный порядок необходим для восстановления клиентского ключа {\displaystyle CK} и матрицы {\displaystyle R}. Количество вариантов подбора оценивается следующим числом сочетаний:
```
 

  

    

      

        

          

            

              
(

            

            

              

                
n

                
+

                
1

              

              
2

            

            

              
)

            

          

        

        
=

        

          
C

          

            
n

            
+

            
1

          

          

            
2

          

        

        
=

        

          

            

              
(

              
n

              
+

              
1

              
)

              
!

            

            

              
2

              
!

              

                
(

                

                  
n

                  
−

                  
1

                

                
)

              

              
!

            

          

        

        
.

      

    

    
{\displaystyle {n+1 \choose 2}=C_{n+1}^{2}={\frac {(n+1)!}{2!\left(n-1\right)!}}.}

  

```

что вносит дополнительные вычислительные расходы в атаку грубой силой при отправке большого числа изображений.

### Научные статьи
- Daoshun Wang, Lei Zhang. Two secret sharing schemes based on Boolean operations. — 2007.

- Ming-Hong Tsai, Chaur-Chin Chen. A STUDY ON SECRET IMAGE SHARING. — 2013.

- Mohit Rajput, Maroti Deshmukh. A Technique to Share Multiple Secret Images. — 2016.

- Tzung-Her Chen, Chang-Sian Wu. Efficient multi-secret image sharing based on Boolean operations. — 2011.

- Maroti Deshmukh, Neeta Nain,  Mushtaq Ahmed. An (n, n)-Multi Secret Image Sharing Scheme Using Boolean XOR and Modular Arithmetic. — 2016.